# 농업협동조합 (대한민국)
농업협동조합(農業協同組合)은 대한민국에서 1958년 4월 1일 설립된 농업 관련 협동조합으로 농민을 지원하기 위해 조직되었다.

## 설립 근거
- 농업협동조합법 제1조[1]
- 신용협동조합법(농협 조합의 신용사업 근거)

## 연혁
- 1958년 4월 농업협동조합 설립
- 1961년 8월 15일 농협과 농업은행이 통합
- 1981년 1월 농협의 조합이 중앙회 지부로 흡수되고 축산업협동조합을 분리
- 2000년 7월 농협중앙회가 축협중앙회와 인삼협동조합중앙회를 흡수합병
- 2012년 3월 농협중앙회에서 금융사업과 경제사업을 지주회사 형태로 분리시켜 NH농협금융지주와 농협경제지주를 출범

## 주요 사업
2개의 지주회사를 통해 농업자재 구입, 생산농산물 판매, 영농 필요 자금 조달(금융), 보험 등 가입 농민(조합원)의 경제활동 지원과 관련된 사업을 하고 있다. 지역농협에서의 상호금융 업무도 다루고 있다.

## 조직

### 조직 체계
조합원은 총 244만명이 있다.

#### 지역농협
- 농협(983개소)
- 축협(118개소)

#### 품목농협
- 농협(46개소)
- 축협(24개소)

### 중앙회
- 지역본부
  - 지역축협
  - 품목농협
  - 사업소
  - 시군지부
    - 지역농협

#### 전무이사
- 상무
- 상무보

#### 농업경제 대표이사
- 농경전략본부
- 품목유통본부
- 마트사업본부

#### 축산경제 대표이사
- 축산전략본부
- 축산판매본부

#### 상호금융 대표이사
- 상호금융지원본부
- 상호금융자산운용본부

#### NH농협금융대표이사
- 개인고객본부
- 기업고객본부
- 농업금융본부
- 금융기획본부
- 리스크관리본부
- NH농협카드분사
- NH농협보험분사
- 투자금융센터분사

#### NH농협TV대표이사
- NHTV농협방송

### 지주회사
NH농협금융지주
농협경제지주

## 같이 보기
- 농업협동조합
- NH농협금융지주
- 지역농협
- 축산농협
- 축협
- 수협
- 산림조합
- 한국농업방송